# Raorchestes honnametti
Espèce
Raorchestes honnametti est une espèce d'amphibiens de la famille des Rhacophoridae.

## Systématique
L'espèce Raorchestes honnametti a été décrite en 2016 par Kotambylu Vasudeva Gururaja (d), Hebbar Priti (d), Rekha Sarma Roshmi (d) et Neelavara Anantharam Aravind (d).

## Répartition
Cette espèce est endémique du Karnataka en Inde. Elle se rencontre à Honnametti entre 1 142 et 1 659 m d'altitude dans les Biligiri Rangaswamy Hills.

## Description
Les mâles mesurent de 21,7 à 24,8 mm.

## Étymologie
Son nom d'espèce lui a été donné en référence au lieu de sa découverte, Honnametti.

## Publication originale
- (en) H. Priti, Rekha Sarma Roshmi, Badrinath Ramya, H. S. Sudhira, Gudasalamani Ravikanth, Neelavara Anantharam Aravind et Kotambylu Vasudeva Gururaja, « Integrative Taxonomic Approach for Describing a New Cryptic Species of Bush Frog (Raorchestes: Anura: Rhacophoridae) from the Western Ghats, India », PLOS One, PLoS, vol. 11, no 3,‎ 2 mars 2016, e0149382 (ISSN 1932-6203, OCLC 228234657, PMID 26934213, PMCID 4774957, DOI 10.1371/JOURNAL.PONE.0149382, lire en ligne).